# Pierre des Ecomines
La Pierre des Ecomines est un polissoir situé à Villemaur-sur-Vanne, dans le département français de l'Aube.

## Description
La Pierre des Ecomines était initialement située dans le bois des Ecomines, elle fut déplacée, dans un premier temps, dans une cour de ferme, puis dans un second temps près de l'église.
Le polissoir est constitué d'un monolithe de 1,30 m de longueur sur 1,20 m de largeur et 0,75 m d'épaisseur. Il comporte 8 rainures et 1 cuvette de polissage. La profondeur des rainures est de 2 cm en moyenne. Le polissoir a été brisé à une extrémité, il n'est pas possible de connaître la longueur originelle de ces rainures.